# Fondali Capo Mele - Alassio
Fondali Capo Mele - Alassio este o arie protejată (arie specială de conservare — SAC, sit de importanță comunitară — SCI) din Italia întinsă pe o suprafață de 206 ha, integral marine.

## Localizare
Centrul sitului Fondali Capo Mele - Alassio este situat la coordonatele 43°58′43″N 8°09′49″E / 43.978611°N 8.163611°E.

## Înființare
Situl Fondali Capo Mele - Alassio a fost declarat sit de importanță comunitară în iunie 1995 pentru a proteja 1 specie de animale. Situl a fost protejat și ca arie specială de conservare în octombrie 2016.

## Biodiversitate
Situată în ecoregiunea mediteraneană, aria protejată conține 2 habitate naturale: Bancuri de nisip acoperite în permanență slab de apă marină, Straturi cu Posidonia (Posidonion oceanicae).
La baza desemnării sitului se află o specie protejată de  reptile: Caretta caretta
Pe lângă speciile protejate, pe teritoriul sitului au mai fost identificate 1 specie de nevertebrate, 8 specii de pești.